# Johan von Friedrichs
Johan Erik Gustaf von Friedrichs, född 13 augusti 1962 i Nynäshamn, är grafisk formgivare, skulptör samt klubb- och konsertarrangör.
Johan von Friedrichs började som lärling till formgivaren Lars Laurentii på företaget Jonsson & Essen Graphic Design Group AB 1982. Samma år ingick han i kvartetten som startade det fotografiska galleriet Gauss i Gamla Stan, Stockholm (1982–1987). Han har arbetat på tidningar som ETC och Fotograficentrums Bildtidning och var medlem i Fotografiska Museets Vänners styrelse under flera år i början av 1990-talet. Han ingick i juryn för Svenska Fotobokspriset 2012 (Svenska Fotografers Förbund).
Johan von Friedrichs har haft ett flertal separatutställningar (foto, skulptur, mixed media) i Stockholm, Riga och Rio de Janeiro. Han gav ut boken Mosebacke Etablissement 1970–2010, En epok i Stockholms Nöjeshistoria, på Slow Fox Förlag 2010.
Johan von Friedrichs startade 1993 verksamheten Bar Brasil Estocolmo. Bar Brasil arrangerar årligen Skandinaviens största inomhuskarneval.